# Mollisia myricariae
Mollisia myricariae är en svampart som beskrevs av Bres. 1882. Mollisia myricariae ingår i släktet Mollisia och familjen Dermateaceae.  Arten är reproducerande i Sverige. Inga underarter finns listade i Catalogue of Life.